# Persone di cognome Seymour
| Questa pagina contiene informazioni ricavate automaticamente dalle voci biografiche con l'ausilio del template Bio e di un bot. L'aggiornamento è periodico e automatico e ricostruisce completamente la pagina. Se manca una persona in questa lista, sei pregato di non aggiungerla, ma accertati piuttosto che la sua voce biografica contenga il template Bio e che i dati anagrafici siano correttamente compilati. Se il template Bio manca, inseriscilo tu stesso o, in alternativa, metti l'avviso {{tmp\|Bio}} che ne segnala la mancanza. Se i dati riportati sono sbagliati, correggi direttamente la voce biografica; le modifiche saranno visibili in questa lista entro pochi giorni. Per chiarimenti vedi il progetto antroponimi. La lista contiene solo le 60 persone che sono citate nell'enciclopedia e per le quali è stato implementato correttamente il template Bio. Pagina aggiornata al 7 giu 2025. |

Questa è una lista di persone presenti nell'enciclopedia che hanno il cognome Seymour, suddivise per attività principale.

## Ambientalisti(1)
- John Seymour, ambientalista e scrittore britannico (Hampstead, n. 1914 - Pembrokeshire, † 2004)

## Ammiragli(3)
- Edward Hobart Seymour, ammiraglio britannico (Kinwarton, n. 1840 - Maidenhead, † 1929)
- Frederick Beauchamp Seymour, ammiraglio britannico (Londra, n. 1821 - Londra, † 1895)
- George Seymour, ammiraglio britannico (Berkeley, n. 1787 - Belgravia, † 1870)

## Attrici(2)
- Cara Seymour, attrice britannica (Essex, n. 1964)
- Jane Edwina Seymour, attrice australiana (Sydney)

## Calciatori(1)
- Stan Seymour, calciatore, allenatore di calcio e dirigente sportivo inglese (Kelloe, n. 1895 - Newcastle upon Tyne, † 1978)

## Cestisti(1)
- Paul Seymour, cestista e allenatore di pallacanestro statunitense (Toledo, n. 1928 - Jensen Beach, † 1998)

## Danzatrici(1)
- Lynn Seymour, ballerina, direttrice artistica e attrice canadese (Wainwright, n. 1939 - Londra, † 2023)

## Generali(1)
- Truman Seymour, generale e pittore statunitense (Burlington, n. 1824 - Firenze, † 1891)

## Giavellottisti(1)
- Steve Seymour, giavellottista statunitense (New York, n. 1920 - Los Angeles, † 1973)

## Giocatori di football americano(4)
- Kevon Seymour, giocatore di football americano statunitense (Pasadena, n. 1993)
- Paul Seymour, ex giocatore di football americano statunitense (Detroit, n. 1950)
- Richard Seymour, ex giocatore di football americano statunitense (Gadsden, n. 1979)
- Ryan Seymour, giocatore di football americano statunitense (Kingsland, n. 1990)

## Illustratori(1)
- Robert Seymour, illustratore britannico (Somerset, n. 1798 - Islington, † 1836)

## Matematici(1)
- Paul Seymour, matematico britannico (Plymouth, n. 1950)

## Militari(1)
- Algernon Seymour, VII duca di Somerset, militare e politico britannico (n. 1684 - † 1750)

## Modelle(1)
- Stephanie Seymour, supermodella statunitense (San Diego, n. 1968)

## Nobildonne(3)
- Eliza Seymour, nobildonna inglese (n. 1833 - † 1896)
- Elizabeth Seymour, II baronessa Percy, nobildonna inglese (n. 1716 - † 1776)
- Mary Seymour, nobildonna inglese (Sudeley Castle, n. 1548 - Grimethorpe, † 1550)

## Nobili(30)
- Algernon Seymour, XIV duca di Somerset, nobile britannico (Londra, n. 1813 - Wells, † 1894)
- Algernon Seymour, XV duca di Somerset, nobile britannico (Bath, n. 1846 - Maiden Bradley, † 1923)
- Anne Stanhope, nobile inglese (Sudbury - Shelford, † 1587)
- Anna Seymour, nobile e scrittrice inglese (Wulfhall, n. 1538 - † 1588)
- Archibald Seymour, XIII duca di Somerset, nobile britannico (Londra, n. 1810 - Westminster, † 1891)
- Charles Seymour, VI duca di Somerset, nobile inglese (Wiltshire, n. 1662 - Petworth, † 1748)
- Edward Seymour, I duca di Somerset, nobile britannico (Tower Hill, † 1552)
- Edward Adolphus Seymour, XII duca di Somerset, nobile e politico britannico (Londra, n. 1804 - Torquay, † 1885)
- Edward Seymour, I conte di Hertford, nobile inglese (n. 1539 - Southampton, † 1621)
- Edward Seymour, visconte Beauchamp, nobile inglese (Torre di Londra, n. 1561 - † 1612)
- Edward Seymour di Berry Pomeroy, nobile inglese (Wulfhall, n. 1528 - † 1593)
- Edward Seymour, VIII duca di Somerset, nobile britannico (n. 1695 - Maiden Bradley, † 1757)
- Edward Seymour, IX duca di Somerset, nobile britannico (n. 1717 - Maiden Bradley, † 1792)
- Edward Seymour, XI duca di Somerset, nobile britannico (Monkton Farleigh, n. 1775 - Londra, † 1855)
- Ferdinand Seymour, conte di St. Maur, nobile e militare britannico (Londra, n. 1835 - Londra, † 1869)
- Edward Seymour, XVI duca di Somerset, nobile britannico (Londra, n. 1860 - Londra, † 1931)
- Elizabeth Seymour, nobile inglese (Wulfhall, n. 1518 - Launde, † 1568)
- Evelyn Seymour, XVII duca di Somerset, nobile britannico (Colombo, n. 1882 - Londra, † 1954)
- Francis Seymour, V duca di Somerset, nobile inglese (n. 1658 - Lerici, † 1678)
- Henry Seymour, lord Beauchamp, nobile inglese (n. 1626 - † 1654)
- Henry Seymour, nobile inglese (Wulfhall, n. 1503 - Winchester, † 1578)
- Jane Seymour, nobile e scrittrice inglese (Wulfhall, n. 1541 - † 1561)
- John Seymour, nobile inglese († 1536)
- John Seymour, IV duca di Somerset, nobile inglese († 1675)
- John Seymour, XIX duca di Somerset, nobile e politico britannico (Bath, n. 1952)
- Margaret Seymour, nobile e scrittrice inglese (Wulfhall, n. 1540)
- Thomas Seymour, I barone Seymour di Sudeley, nobile inglese (Wulfhall - Londra, † 1549)
- Webb Seymour, X duca di Somerset, nobile britannico (Easton, n. 1718 - Maiden Bradley, † 1793)
- William Seymour, II duca di Somerset, nobile britannico (n. 1588 - Londra, † 1660)
- William Seymour, III duca di Somerset, nobile inglese (n. 1654 - † 1671)

## Politici(3)
- David Seymour, politico neozelandese (Palmerston North, n. 1983)
- Horatio Seymour, politico statunitense (Pompey, n. 1810 - New York, † 1886)
- Hugh Seymour, VI marchese di Hertford, politico e ufficiale inglese (Dublino, n. 1843 - Ragley Hall, † 1912)

## Rugbisti a 15(2)
- Tommy Seymour, rugbista a 15 britannico (Nashville, n. 1988)
- Ben Seymour, rugbista a 15 australiano (Napier, n. 1990)

## Sciatori alpini(1)
- Jett Seymour, sciatore alpino statunitense (n. 1998)

## Sovrane(1)
- Jane Seymour, regina britannica (n. 1509 - Hampton Court, † 1537)

## Wrestler(1)
- Leilani Kai, ex wrestler statunitense (Tampa, n. 1957)